# クラシコ・イタリア協会
クラシコ・イタリア協会（クラシコ・イタリアきょうかい）は、イタリア・フィレンツェに本拠地を置く伝統的既製服縫製業界組合。1986年にヘルノ社のジュゼッペ・マレンツィにより古典的伝統的な縫製技術と伝統を誇るブランドを持つ縫製会社が集まり、その地位を排他的に確立するために結成された。
彼らの作り出す商品の傾向を一まとめにしてクラシコイタリアと呼び、同協会に属さないメーカーの商品をも含む傾向が日本のファッション業界に存在するが、厳密には別である。協会所属の会社としてはルイジ・ボレリ（シャツ）、イザイア（重衣料）、キートン（全般）、ヘルノ(日本での通称(正式な発音は、エルノ))（コート）等が有名。　日本では1989年にユナイテッドアローズが打ち出した3つボタンスーツがクラシコの当時の仕様であり、それ以降著名セレクトショップやバーニーズ等も販売を強化したことで、日本のメンズファッションの大きな潮流となった。